# Östra Ingelstads landskommun
Östra Ingelstads landskommun var en tidigare kommun i dåvarande Kristianstads län.

## Administrativ historik
Kommunen bildades i Ingelstads socken i Ingelstads härad i Skåne när 1862 års kommunalförordningar trädde i kraft. Namnet var före 17 april 1885 Ingelstads landskommun.
Vid kommunreformen 1952 uppgick kommunen i Hammenhögs landskommun som 1969 upplöstes då denna del uppgick i Tomelilla köping som 1971 ombildades till Tomelilla kommun.